# Viola glacialis
Viola glacialis är en violväxtart som beskrevs av Eduard Friedrich Poeppig och Endl.. Viola glacialis ingår i släktet violer, och familjen violväxter. Inga underarter finns listade i Catalogue of Life.